# Елкриџ (Мериленд)
Елкриџ (енгл. Elkridge) насељено је место без административног статуса у америчкој савезној држави Мериленд.

## Демографија
По попису из 2010. године број становника је 15.593, што је 6.449 (-29,3%) становника мање него 2000. године.
| Група             | 2000.          | 2010.         |
| Белци             | 17.506 (79,4%) | 9.112 (58,4%) |
| Афроамериканци    | 2.114 (9,6%)   | 3.084 (19,8%) |
| Азијати           | 1.427 (6,5%)   | 1.900 (12,2%) |
| Хиспаноамериканци | 489 (2,2%)     | 981 (6,3%)    |
| Укупно            | 22.042         | 15.593        |